# Touchstone Television
Touchstone Television (anteriormente conocido como Fox 21 Television Studios) fue una productora de televisión estadounidense que era subsidiaria de Walt Disney Television, una división de The Walt Disney Company.
En diciembre de 2020, Disney anunció que la etiqueta Touchstone Television cerraría y se incorporaría a 20th Television.

## Antecesores

### Fox Television Studios
Fox Television Studios (FTVS) se formó en 1997 junto con sus unidades corporativas existentes, Twentieth Century Fox Television y Twentieth Television bajo el mando de David Grant. El estudio fue diseñado para albergar unidades de producción más pequeñas que comienzan con el Greenblatt-Janollari Studio (G-JS). Greenblatt-Janollari comenzó a producir espectáculos en la temporada de televisión 1998-1999 con 3 series de comedia para ABC y CBS. Si bien fue financiado por Fox, G-JS se presentó como un "mini estudio independiente". Con el Fox Entertainment Group con una participación del 20% en la corporación matriz de New Regency Productions, Fox Studios formó una empresa conjunta, Regency Television, en el 2000 administrada por Gail Berman. Otra unidad de producción formada fue Fox Television Studios Productions (FTSP) con la administración de Lisa Berger. Los primeros resultados de las unidades individuales, o "pods" fueron Son of the Beach de FTSP para FX, The Hughleys de G-JS y Regency tenía a Malcolm in the middle.
El modelo de cápsula se desvaneció en cinco divisiones: alternativa, guionizada, internacional, Fox World y Regency TV. La división alternativa fue responsable de los shows nocturnos de Spike Feresten y Wanda Sykes en la franquicia de Fox The Girls Next Door. Mientras que la división guionizada produjo The Shield más muchas películas de televisión y miniseries.
La división Fox World había adquirido los derechos de "The Coach" a principios de 2002 del canal francés TF1 y su entidad de producción Quai Sud. A mediados de 2002, Fox Alternative Productions fue formada por Fox TV Studios y encabezada por David Martin con su primer programa en ser "The Coach".
Después de un tiempo, la única división que operaba era la unidad con guion. Next FtvS intentó hacer coproducciones internacionales de series de TV. La compañía tuvo éxito con Burn Notice en USA Network. En agosto de 2010, Dave Madden fue designado para dirigir la unidad, donde aumentó uniformemente sus listas de producción hasta que fue nombrado presidente de entretenimiento para Fox Broadcasting en agosto de 2014.

### Fox 21
Fox 21 se formó en 2004 por los ejecutivos de 20th Century Fox Television Dana Walden y Gary Newman para desarrollar y respaldar programas de menor presupuesto pero únicos y atrevidos. El primer ejecutivo de Fox 21 fue Jane Leisner. Los primeros éxitos de la unidad fueron la serie de FX Sons of Anarchy y la serie de telerrealidad de The CW Beauty and the Geek.
El estudio también coprodujo Mago de Oz de los Muppets con Touchstone Television, The Jim Henson Company y The Muppets Studio.
Después de ser originalmente ignorado para programar la nueva cadena, MyNetworkTV, Fox 21 fue considerado junto con Twentieth Television y productores independientes a partir de diciembre de 2006 en una posible reprogramación de telenovelas a reality shows y programas de juegos de bajo costo.
Bert Salke, quien se mudó de su compañía de producción Brancato/Salke con sede en ABC Studios, se hizo cargo de la unidad en 2010 y lideró un aumento en la producción de shows a partir de la serie Showtime Homeland. A principios de 2015, Mythology Entertainment firmó un primer acuerdo con la compañía y su estudio hermano 20th Century Fox Television mientras anunciaba al jefe de su división de TV.
La compañía produce o había producido la serie de USA Network Rush, la series de FX Terriers, Tyrant y The Bastard Executioner, la serie de acción de A&E Ex convictos, la serie de Comedy Central Brickleberry, la serie de WGN America Salem, la serie de TNT Legends y la serie de Lifetime. Witches of East End.

## Historia
Se anunció en diciembre de 2014 que Fox 21 y Fox Television Studios se fusionarían en Fox 21 Television Studios. Esta situación se produjo como resultado de que el presidente de FTVS, David Madden, fue ascendido a Fox Broadcasting Company y el hecho de que ambas unidades se centraron en el mismo mercado, la televisión por cable. La operación combinada estará encabezada por el presidente de Fox 21, Bert Salke.
Fox 21 firmó con la productora Okay Goodnight con un acuerdo de primera vista de varios años en enero de 2020, comenzando con la adaptación de la novela The Dreamers junto con The Littlefield Company. A principios de febrero de 2020, la compañía acordó un primer acuerdo con Gotham Group. 
El 10 de agosto de 2020, como parte de la eliminación en curso de la marca Fox de los estudios adquiridos de 21st Century Fox por Disney , el estudio pasó a llamarse Touchstone Television, reviviendo una marca inactiva desde que la anterior Touchstone Television pasó a llamarse ABC Signature en 2007. El estudio renombrado conserva el logotipo de estilo de máquina de escribir que se usó bajo Fox 21.
Menos de cuatro meses después de este cambio, el 1 de diciembre de 2020, el director de Walt Disney Television, Dana Walden, anunció una nueva reorganización que hará que la división recién renombrada termine, con Salke en transición a un acuerdo de producción general con Disney Television Studios, y permaneciendo operaciones se fusionaron en 20th Television.

## Shows producidos por Touchstone Television
| Título                              | Años                   | Cadena                 | Notas |
| Fox Television Studios              | Fox Television Studios | Fox Television Studios | Fox Television Studios |
| ----------------------------------- | ---------------------- | ---------------------- | --- |
| The Hughleys                        | 1998–2002              | ABC/UPN                | Producida con The Greenblatt/Janollari Studio y Willowick Entertainment                                                                                    |
| Maggie Winters                      | 1998–1999              | CBS                    | Con The Greenblatt/Janollari Studio y CBS Productions |
| To Have & to Hold                   | 1998                   | CBS                    | Con The Greenblatt/Janollari Studio y CBS Productions |
| Oh, Grow Up                         | 1999                   | ABC                    | Con The Greenblatt/Janollari Studio |
| Malcolm in the Middle               | 2000–2006              | FOX                    | Con Satin City y Regency Television |
| Son of the Beach                    | 2000–2002              | FX                     | Con The Howard Stern Production Company y Loch Lomond Entertainment                                                                                        |
| Soul Food: The Series               | 2000–2004              | Showtime               | Con Water Walk Productions, Edmonds Entertainment, State Street Pictures, 20th Century Fox Television, and Paramount Network Television (Temporadas 1 y 2) |
| Murder in Small Town X              | 2001                   | FOX                    | Con Hoosick Falls Productions |
| The Shield                          | 2002–2008              | FX                     | Con MiddKid Productions, Columbia TriStar Domestic Television, y Sony Pictures Television                                                                  |
| John Doe                            | 2002–2003              | FOX                    | Con Camp-Thompson Productions y Regency Television |
| The Grid                            | 2004                   | TNT                    | Con Groveland Pictures y Carnival Films |
| Living with Fran                    | 2005–2006              | The WB                 | Con Fringe Producers, On Time and Sober, Jizzy Entertainment, Uh-Oh Productions y Regency Television                                                       |
| The Girls Next Door                 | 2005–2010              | E!                     | Con Prometheus Entertainment y Alta Loma Entertainment |
| Killer Instinct                     | 2005                   | FOX                    | Con Regency Television |
| Thief                               | 2006                   | FX                     | Con Pariah Television, Sarabrande Productions, y Regency Television                                                                                        |
| Windfall                            | 2006                   | NBC                    | Con Joyful Girl Productions y Regency Television |
| Celebrity Duets                     | 2006                   | FOX                    | Con SYCOtv y A. Smith & Co. Productions |
| The Riches                          | 2007–2008              | FX                     | Con Maverick Television y FX Productions |
| Burn Notice                         | 2007–2013              | USA Network            | Con Flying Glass of Milk Productions, Fuse Entertainment, y Fabrik Entertainment                                                                           |
| Salvando a Grace                    | 2007–2010              | TNT                    | Con Grand Productions y Paid My Dues Productions |
| Crowned: The Mother of All Pageants | 2007-2008              | The CW                 | |
| The Return of Jezebel James         | 2008                   | FOX                    | Con Dorothy Parker Drank Here Productions y Regency Television                                                                                             |
| Mental                              | 2009                   | FOX                    | Con Kedzie Productions y Infinity Pictures |
| Kendra                              | 2009–2011              | E!                     | Con Prometheus Entertainment y Alta Loma Entertainment |
| Defying Gravity                     | 2009                   | ABC                    | Con Parriott/Edelstein Productions y Omni Film Productions                                                                                                 |
| White Collar                        | 2009–2014              | USA Network            | Con Jeff Eastin & Warrior George Productions |
| The Wanda Sykes Show                | 2009–2010              | FOX                    | Con Sykes Entertainment, Inc. |
| Holly's World                       | 2009–2011              | E!                     | |
| The Good Guys                       | 2010                   | FOX                    | Con Flying Glass of Milk Productions y Fuse Entertainment                                                                                                  |
| Persons Unknown                     | 2010                   | NBC                    | Con Invisible Ink y Televisa S.A. de C.V. |
| The Gates                           | 2010                   | ABC                    | Con Little Engine Productions y Summerland Entertainment                                                                                                   |
| The Glades                          | 2010–2013              | A&E                    | Con Innuendo Productions y Grand Productions |
| Lights Out                          | 2011                   | FX                     | Con A Warren Leight Production, Fineman Entertainment, y FX Productions                                                                                    |
| The Killing                         | 2011–2014              | AMC/Netflix            | Con KMF Films, Fuse Entertainment, y Fabrik Entertainment                                                                                                  |
| In the Flow with Affion Crockett    | 2011                   | FOX                    | Con Foxx/King Entertainment y Tantamount Studios |
| The Great Escape                    | 2012                   | TNT                    | Con Profiles Television Productions, The Hochberg Ebersol Company, y Imagine Television                                                                    |
| The Americans                       | 2013–2018              | FX                     | Con Nemo Films, Amblin Television, y FX Productions |
| Maron                               | 2013–2016              | IFC                    | Con Boomer Lives! Productions y Apostle |
| Graceland                           | 2013–2015              | USA Network            | Con Jeff Eastin & Warrior George Productions |
| Sirens                              | 2014–2015              | USA Network            | Con Middletown News y Apostle |
| Fox 21                              |                        |                        | |
| Beauty and the Geek                 | 2005–2008              | The WB/The CW          | Con Katalyst Films y 3 Ball Productions |
| Free Ride                           | 2006                   | FOX                    | Con Rob Roy Thomas Productions y Wild Jams Productions |
| Saved                               | 2006                   | TNT                    | |
| Anchorwoman                         | 2007                   | FOX                    | |
| Sons of Anarchy                     | 2008–2014              | FX                     | Con Linson The Company, Sutter Ink, y FX Productions |
| Game Show in My Head                | 2009                   | CBS                    | |
| Terriers                            | 2010                   | FX                     | Con MiddKid Productions y Rickshaw Productions |
| Breakout Kings                      | 2011–2012              | A&E                    | Con Matt Olmstead Productions, Blackjack Films, y Chernin Entertainment                                                                                    |
| Homeland                            | 2011–2020              | Showtime               | Con Teakwood Lane Productions, Cherry Pie Productions, Keshet Media Group, y Showtime Networks                                                             |
| Brickleberry                        | 2012–2015              | Comedy Central         | Con Damn! Show Productions y Black Heart Productions |
| Witches of East End                 | 2013–2014              | Lifetime               | Con 3 Arts Entertainment y Curly Girly Productions |
| Those Who Kill                      | 2014                   | A&E                    | Con One Two One Three Pictures, Miso Film, y Imagine Television                                                                                            |
| Salem                               | 2014–2017              | WGN America            | Con Beetlecod Productions y Prospect Park |
| Tyrant                              | 2014–2016              | FX                     | Con Teakwood Lane Productions, Keshet Media Group, y FX Productions                                                                                        |
| Rush                                | 2014                   | USA Network            | Con Little Engine Productions, Fancy Films y Pine City Entertainment                                                                                       |
| Legends                             | 2014–2015              | TNT                    | Con Paperboy Productions y Teakwood Lane Productions |
| Fox 21 Television Studios           |                        |                        | |
| The Comedians                       | 2015                   | FX                     | Con Jennilind Productions, Larry Charles Projects, Tamaroa Productions, Flying Glass of Milk Productions, Fabrik Entertainment, y FX Productions           |
| Complications                       | 2015                   | USA Network            | Con Flying Glass of Milk Productions |
| Sex & Drugs & Rock & Roll           | 2015–2016              | FX                     | Con Apostle y FX Productions |
| The Bastard Executioner             | 2015                   | FX                     | Con Sutter Ink, Imagine Television, y FX Productions |
| American Crime Story                | 2016–presente          | FX                     | Con Scott & Larry Productions, Color Force, Ryan Murphy Productions, y FX Productions                                                                      |
| Damien                              | 2016                   | A&E                    | Con 44 Strong Productions y Fineman Entertainment |
| Dice                                | 2016–2017              | Showtime               | Con Olé Productions, American Work Inc., y Showtime Networks                                                                                               |
| Queen of the South                  | 2016–2021              | USA Network            | Con Frequency Films, Friendly Films, Skeeter Rosenbaum Productions, Universal Cable Productions                                                            |
| Chance                              | 2016–2017              | Hulu                   | Con Nutmegger, Kem Nunn Stories, Inc., Groundswell Productions                                                                                             |
| Feud                                | 2017                   | FX                     | Con Plan B Entertainment and Ryan Murphy Productions |
| Genius                              | 2017–presente          | National Geographic    | Con Imagine Television, Paperboy Productions, OddLot Entertainment, y EUE / Sokolow                                                                        |
| The Chi                             | 2018–presente          | Showtime               | Con Elwood Reid Inc., Hillman Grad Productions, Freedom Road Productions, Verse Productions, Kapital Entertainment y Showtime Networks                     |
| Seven Seconds                       | 2018                   | Netflix                | Con KMF Films, Bender Brown Productions y Filmtribe |
| Pose                                | 2018–presente          | FX                     | Con Color Force, Brad Falchuk Teley-Vision, Ryan Murphy Television y FX Productions                                                                        |
| Mayans M.C.                         | 2018–presente          | FX                     | Con Sutter Ink y FX Productions |
| The Politician                      | 2019                   | Netflix                | |
| Fosse/Verdon                        | 2019                   | FX                     | Con 5000 Broadway Productions y FX Productions |